# 1940–1945 közötti Grand Prix-szezonok
Az 1940–1945 közötti Grand Prix-szezonok a második világháború miatt az addig megszokottnál sokkal rövidebbek voltak. Legfeljebb egy, illetve két versenyt rendeztek évente, sőt, 1943-ban és 1944-ben egyáltalán nem rendeztek versenyt.

## Versenyek

### 1940
| Verseny             | Helyszín   | Időpont   | Győztes versenyző    | Győztes konstruktőr | Összefoglaló |
| ------------------- | ---------- | --------- | -------------------- | ------------------- | ------------ |
| São Paulo-i nagydíj | Interlagos | Május 12. | Arthur Nascimento Jr | Alfa Romeo          | Összefoglaló |

### 1941
| Verseny                  | Helyszín  | Időpont        | Győztes versenyző | Győztes konstruktőr | Összefoglaló |
| ------------------------ | --------- | -------------- | ----------------- | ------------------- | ------------ |
| Rio de Janeiro-i nagydíj | Gávea     | Szeptember 28. | Chico Landi       | Alfa Romeo          | Összefoglaló |
| Buenos Aires-i nagydíj   | Costanera | November 23.   | José Canziani     | Alfa Romeo          | Összefoglaló |

### 1942
| Verseny                | Helyszín  | Időpont  | Győztes versenyző | Győztes konstruktőr | Összefoglaló |
| ---------------------- | --------- | -------- | ----------------- | ------------------- | ------------ |
| Buenos Aires-i nagydíj | Costanera | Január   | José Canziani     | Alfa Romeo          | Összefoglaló |
| Santa Fé-i nagydíj     | Argentína | Május 3. | Oldemar Ramos     | Alfa Romeo          | Összefoglaló |

### 1943-1944
Nem rendeztek versenyt

### 1945
| Verseny     | Helyszín         | Időpont       | Győztes versenyző   | Győztes konstruktőr | Összefoglaló |
| ----------- | ---------------- | ------------- | ------------------- | ------------------- | ------------ |
| Párizs-kupa | Bois de Boulogne | Szeptember 9. | Jean-Pierre Wimille | Bugatti             | Összefoglaló |